# Bulbophyllum bidentatum
Bulbophyllum bidentatum es una especie de orquídea epifita  originaria de  Brasil.

## Distribución y hábitat
Se encuentra en el estado de Minas Gerais en Brasil

## Taxonomía
Bulbophyllum bidentatum fue descrita por (Barb.Rodr.) Cogn. y publicado en Flora Brasiliensis 3(5): 612. 1898.
Etimología
Bulbophyllum: nombre genérico que se refiere a la forma de las hojas que es bulbosa.
bidentatum: epíteto latino que significa "con dos dientes".
Sinonimia
- Didactyle bidentata Barb.Rodr.[4][5]